# エルヴィン・ホッファー
エルヴィン・ホッファー（Erwin Hoffer、1987年4月14日 - ）は、オーストリア・バーデン・バイ・ウィーン出身の元同国代表サッカー選手。ポジションはフォワード。

## 経歴
2004年、17歳で当時オーストリア・ブンデスリーガに属していたFCアドミラ・ヴァッカー・メードリングでプロデビューを果たす。
2006年6月に同リーグの名門SKラピード・ヴィーンに移籍。2007-08シーズンにはスタメンに定着、出場29試合で10得点9アシストを記録しリーグ優勝に貢献する。オーストリアで将来が最も期待される若手の1人となった。
2008-09シーズンにはシュテファン・マイヤーホーファーと共にゴールを量産。34試合に出場し、27得点10アシストを記録。優勝には手が届かなかったものの、クラブの攻撃サッカーを支えた。
2009年7月、推定500万ユーロの移籍金でセリエA、SSCナポリへの移籍が決定した。これはアンドレアス・イヴァンシッツがラピード・ヴィーンからレッドブル・ザルツブルクへ移籍した際の400万ユーロを上回り、当時のオーストリア史上最高額の移籍金となった。
2009-10シーズンはファビオ・クアリャレッラ、エセキエル・ラベッシ、ヘルマン・デニスらの牙城を崩せず、8試合の出場に終わり先発出場は一度もなかった。
2010-11シーズンはブンデスリーガに昇格した1.FCカイザースラウテルンへレンタル移籍した。
2017年9月12日、ベルギー・ファースト・ディビジョンBのKFCOベールスホット・ヴィルレイクと2年契約を締結した。
2019年8月8日、FCアドミラ・ヴァッカー・メードリングに復帰した。

## 代表歴
オーストリア代表の各世代でUEFA U-19欧州選手権3位、FIFA U-20ワールドカップ準決勝進出などを果たし、20歳でA代表に初招集される。
また自国開催となったEURO2008ではメンバー入りの当落線上にいながらも、リーグ後半戦の好調を買われ代表入り。最終戦のドイツ戦にフル出場している。

## タイトル
- オーストリア・ブンデスリーガ : 2007-08

## 個人成績
| シーズン  | チーム               | リーグ戦                     | リーグ戦 | リーグ戦 | 国内カップ戦 | 国内カップ戦 | 欧州カップ戦 | 欧州カップ戦 | 欧州カップ戦 | 合計   | 合計 |
| シーズン  | チーム               | リーグ                       | 試合数   | 得点     | 試合数       | 得点         | 大会         | 試合数       | 得点         | 試合数 | 得点 |
| --------- | -------------------- | ---------------------------- | -------- | -------- | ------------ | ------------ | ------------ | ------------ | ------------ | ------ | ---- |
| 2004-05   | アドミラ・ヴァッカー | オーストリア・ブンデスリーガ | 4        | 0        | -            | -            | -            | -            | -            | 4      | 0    |
| 2005-06   | アドミラ・ヴァッカー | オーストリア・ブンデスリーガ | 17       | 4        | -            | -            | -            | -            | -            | 17     | 4    |
| 2006-07   | ラピード・ヴィーン   | オーストリア・ブンデスリーガ | 21       | 4        | 1            | 0            | -            | -            | -            | 22     | 4    |
| 2007-08   | ラピード・ヴィーン   | オーストリア・ブンデスリーガ | 29       | 10       | -            | -            | UC           | 2            | 0            | 31     | 10   |
| 2008-09   | ラピード・ヴィーン   | オーストリア・ブンデスリーガ | 34       | 27       | 3            | 1            | CL           | 2            | 1            | 39     | 29   |
| 2009-2010 | ラピード・ヴィーン   | オーストリア・ブンデスリーガ | 1        | 0        | -            | -            | EL           | 2            | 1            | 3      | 1    |
| 2009-2010 | ナポリ               | セリエA                      | 8        | 0        | 1            | 1            | -            | -            | -            | -      | -    |
| 2010-11   | カイザースラウテルン | ブンデスリーガ               | 24       | 5        | -            | -            | -            | -            | -            | -      | -    |
| 2011-12   | フランクフルト       | 2. ブンデスリーガ            | 30       | 9        | 1            | 0            | -            | -            | -            | -      | -    |
| 合計      | 合計                 | 合計                         | 168      | 59       | 6            | 2            |              | 6            | 2            | 185    | 65   |